# Länderkämpfe der Männer 1983, Springer: Frankreich – BR Deutschland – Schweiz – Spanien / Werfer: Frankreich – BR Deutschland – Schweiz
| 10./11. Leichtathletik-Länderkampf mit bundesdeutscher Beteiligung 1983                                                                               | 10./11. Leichtathletik-Länderkampf mit bundesdeutscher Beteiligung 1983 |
| --- | ----------------------------------------------------------------------- |
| |                                                                         |
| - Springer-Vergleich der Männer: Frankreich – BR Deutschland – Schweiz – Spanien - Werfer-Vergleich der Männer: Frankreich – BR Deutschland – Schweiz |                                                                         |
| Austragungsort | Thionville                                                              |
| Wettbewerbe | je 4                                                                    |
| Datum | 2. Juli                                                                 |
| Springer: 1. FRG 2. FRA I 3. ESP 4. FRA 5. SUI | 64,0 P 57,5 P 45,0 P 42,5 P 14,0 P                                      |
| Werfer: 1. FRG 2. FRA I 3. FRA II 4. SUI | 52,0 P 43,0 P 31,0 P 22,0 P                                             |
| Chronik |                                                                         |
| ← DNK-FRG Geher (F) | NLD-FRG-BEL-FRA-ITA-SUI00 Straßenlauf (M) →                             |

Die Vergleiche zehn und elf des Länderkampfjahres 1983 wurden am 2. Juli in einer gemeinsamen Veranstaltung der Springer und Werfer ausgetragen. In Thionville, einer Stadt im nordfranzösischen Département Moselle, trafen die Springer aus Frankreich, der Bundesrepublik, der Schweiz und aus Spanien aufeinander. Im Länderkampf der Werfer traten Frankreich, die Bundesrepublik und die Schweiz gegeneinander an. Beide Begegnungen fanden zum ersten Mal statt, in dieser Konstellation hatte es vorher keine Vergleiche gegeben. Gastgeber Frankreich war jeweils mit einer ersten und einer zweiten Mannschaft vertreten.
Vor allem aus Frankreich und der Bundesrepublik waren nicht die besten Leichtathleten am Start, die Teams – teilweise auch aus den anderen Ländern – waren durch Sportler aus der zweiten Reihe vertreten.

## Modus
Auf dem Programm standen die jeweils vier olympischen Wettbewerbe aus den Bereichen Sprung beziehungsweise Wurf/Stoß. Jedes Land stellte in jeder Disziplin je zwei Vertreter, wobei Frankreich mit einem A- und einem B-Team antrat.
Im Länderkampf der Springer wurden die Punkte verteilt wie folgt: 1. Platz: 11 Punkte / 2. Pl.: 9 P / 3. Pl.: 8 P / 7. Pl.: 6 P…
Für die Stoßer/Werfer gab es für Platz eins neun Punkte, für Platz zwei sieben, Platz drei sechs, Platz vier fünf Punkte usw.

## Ergebnis
Im Bereich Sprung entschieden die Bundesrepublik und die erste Mannschaft aus Frankreich je zwei Wettbewerbe für sich. In der Länderkampfwertung siegte die Bundesrepublik Deutschland mit 64 Punkten. Siebeneinhalb Punkte zurück folgte Frankreich I auf dem zweiten Platz. Weitere zwölfeinhalb Punkte dahinter wurde Spanien Dritter. Die Ränge vier und fünf belegten Frankreich II (zweieinhalb Punkte hinter Spanien) und die Schweiz (28½ Punkte hinter Frankreich II).
Drei der vier Disziplinen in der Kategorie Wurf/Stoß verbuchte das bundesdeutsche Team auf dem eigenen Konto, nur der Speerwurf ging an Frankreich I. In der Gesamtwertung sammelte das bundesdeutsche Team die meisten Punkte und gewann den Vergleich mit 52 Punkten. Die Mannschaften Frankreich I und II belegten die Ränge zwei und drei mit neun bzw. 21 Punkten Rückstand. Weitere neun Punkte zurück kam die Schweiz auf den vierten und letzten Platz.

## Legende
Kurze Übersicht zur Bedeutung der Symbolik – so üblicherweise auch in sonstigen Veröffentlichungen verwendet:
| NMH | keine Höhe (No Mark) |

## Resultate des Länderkampfs der Springer

### Hochsprung
| Platz | Athlet              | Land   | Höhe (m) |
| ----- | ------------------- | ------ | -------- |
| 01    | Franck Verzy        | FRA I  | 2,21     |
| 01    | Harald Ehlke        | FRG    | 2,21     |
| 03    | Roberto Cabrejas    | ESP    | 2,21     |
| 04    | Klaus Trapka        | FRG    | 2,18     |
| 05    | Franck Bonnet       | FRA I  | 2,15     |
| 05    | Dominique Hernandez | FRA II | 2,15     |
| 07    | Mario Graber        | SUI    | 2,15     |
| 08    | Martin Perarnau     | ESP    | 2,10     |
| 09    | Jean-Luc Eschlimann | FRA II | 2,10     |
| 10    | Felix Fluck         | SUI    | 2,05     |

### Stabhochsprung
| Platz | Athlet                  | Land   | Höhe (m) |
| ----- | ----------------------- | ------ | -------- |
| 1     | Jürgen Winkler          | FRG    | 5,45     |
| 2     | Gerhard Schmidt         | FRG    | 5,45     |
| 3     | Serge Leveur            | FRA I  | 5,40     |
| 4     | Dominique Heber-Suffrin | FRA II | 5,30     |
| 5     | Alberto Ruiz            | ESP    | 5,30     |
| 6     | Philippe Sivillon       | FRA I  | 5,30     |
| 7     | Philippe Houvion        | FRA II | 5,20     |
| 8     | Roger Oriol             | ESP    | 5,20     |
| 9     | Aldo Wetzel             | SUI    | 4,80     |
| NMH   | Christian Gälli         | SUI    |          |

### Weitsprung
| Platz | Athlet           | Land   | Weite (m) |
| ----- | ---------------- | ------ | --------- |
| 1     | Jürgen Wörner    | FRG    | 7,62      |
| 2     | Ramón Cid        | ESP    | 7,56      |
| 3     | Francisco García | FRA II | 7,51      |
| 4     | Philippe Deroche | FRA I  | 7,49      |
| 5     | Norbert Brige    | FRA I  | 7,49      |
| 6     | Bernd Rebischke  | FRG    | 7,39      |
| 7     | Luis García      | ESP    | 7,27      |
| 8     | Gilles Tessier   | FRA II | 7,19      |

Die Schweiz stellte im Weitsprung keinen Teilnehmer.

### Dreisprung
| Platz | Athlet              | Land   | Weite (m) |
| ----- | ------------------- | ------ | --------- |
| 01    | Christian Valétudie | FRA I  | 15,75     |
| 02    | Dieter Stolz        | FRG    | 15,64     |
| 03    | Alberto Santamaría  | ESP    | 15,53     |
| 04    | Jean-Louis Tahon    | FRA II | 15,53     |
| 05    | Christian Barbas    | FRA II | 15,42     |
| 06    | Patrice Louis-Marie | FRA I  | 15,25     |
| 07    | Santiago Moreno     | ESP    | 14,99     |
| 08    | Fritz Trachsel      | SUI    | 14,82     |
| 09    | Markus Hacker       | FRG    | 14,70     |
| 10    | Peter von Stokar    | SUI    | 14,57     |

## Resultate des Länderkampfs der Werfer

### Kugelstoßen
| Platz | Athlet               | Land   | Weite (m) |
| ----- | -------------------- | ------ | --------- |
| 1     | Werner Günthör       | SUI    | 19,92     |
| 2     | Udo Gelhausen        | FRG    | 18,93     |
| 3     | Jean-Marie Djebailli | FRA I  | 17,95     |
| 4     | Karsten Stolz        | FRG    | 17,72     |
| 5     | Arnjolt Beer         | FRA I  | 17,57     |
| 6     | Jean-Claude Bourras  | FRA II | 16,39     |
| 7     | Hans Rudi Stähelli   | SUI    | 16,05     |
| 8     | Jacques Accambray    | FRA II | 14,91     |

### Diskuswurf
| Platz | Athlet           | Land   | Weite (m) |
| ----- | ---------------- | ------ | --------- |
| 1     | Alois Hannecker  | FRG    | 63,86     |
| 2     | René-Jean Coquin | FRA I  | 57,64     |
| 3     | Rolf Danneberg   | FRG    | 57,00     |
| 4     | Nicolas Lombardo | FRA II | 55,00     |
| 5     | Namakoro Niaré   | FRA II | 54,58     |
| 6     | Jean-Marc David  | FRA I  | 54,02     |
| 7     | Thomas Bissig    | SUI    | 52,14     |
| 8     | Alfred Diezi     | SUI    | 49,48     |

### Hammerwurf
| Platz | Athlet            | Land   | Weite (m) |
| ----- | ----------------- | ------ | --------- |
| 1     | Marc Odenthal     | FRG    | 74,26     |
| 2     | Rainer Schons     | FRG    | 70,00     |
| 3     | Walter Ciofani    | FRA I  | 69,60     |
| 4     | Philippe Suriray  | FRA I  | 67,64     |
| 5     | Jacques Accambray | FRA II | 62,04     |
| 6     | Francisco Garcia  | FRA II | 61,94     |
| 7     | Werner Schürch    | SUI    | 57,80     |
| 8     | Kurt Berchtokl    | SUI    | 57,68     |

### Speerwurf
| Platz | Athlet               | Land   | Weite (m) |
| ----- | -------------------- | ------ | --------- |
| 1     | Michel Bertimon      | FRA II | 78,32     |
| 2     | Penitio Lutui        | FRA I  | 77,84     |
| 3     | Werner Kalb          | FRG    | 76,90     |
| 4     | Jean-Paul Lakafia    | FRA I  | 76,46     |
| 5     | Alfred Grossenbacher | SUI    | 74,72     |
| 6     | Jürgen Streckert     | FRG    | 67,38     |
| 7     | Philippe Lecurieux   | FRA II | 67,06     |
| 8     | Rudolf Steiner       | SUI    | 63,10     |